# جاستن ويتل
جاستن ويتل (بالإنجليزية: Justin Whittle)‏ هو لاعب كرة قدم بريطاني في مركز الدفاع، ولد في 18 مارس 1971 في دربي في المملكة المتحدة. لعب مع ستوك سيتي وغريمسبي تاون ونادي سلتيك ونادي هاروجيت تاون وهال سيتي.

## وصلات خارجية
- جاستن ويتل على موقع قاعدة بيانات كرة القدم.إي يو (الإنجليزية)
- جاستن ويتل على موقع Soccerbase.com (لاعب) (الإنجليزية)